# Cidofovir
Le cidofovir est un médicament antiviral développé par Antonín Holý, faisant partie de la famille des analogues nucléotidiques, analogue de la cytosine. Il inhibe la réplication virale en bloquant la synthèse de l'ADN par l'ADN polymérase virale.

## Indications
Traitement de l'infection à cytomégalovirus, en particulier la rétinite à cytomégalovirus chez l'immunodéprimé, ainsi que le traitement des infections à papillomavirus.

## Mode d'administration
- Voie parentérale
- Application cutanée

## Pharmacocinétique
Fixation aux protéines faibles (10 %).
Elimination principalement par voie urinaire sous forme inchangée par filtration glomérulaire et sécrétion tubulaire.

## Effets indésirables
Nausées, vomissements, asthénie, éruptions cutanées, uvéites, iritis, protéinurie, insuffisance rénale, troubles hématologiques de type neutropénie.

## Contre-indications
Hypersensibilité connue au produit, grossesse, allaitement, insuffisance rénale, association avec d'autres médicaments néphrotoxiques.

## Informations
Liste I.
Réservé à l'usage hospitalier.
Nom de spécialité : Vistide.